# Nomada podagrica
Nomada podagrica är en biart som beskrevs av Giovanni Gribodo 1894.
Nomada podagrica ingår i släktet gökbin och familjen långtungebin. Inga underarter finns listade i Catalogue of Life.